# Didymothallus
Didymothallus is een geslacht van straalvinnige vissen uit de familie van naaldvissen (Bythitidae).

## Soorten
- Didymothallus criniceps Schwarzhans & Møller, 2007
- Didymothallus mizolepis (Günther, 1867)
- Didymothallus pruvosti Schwarzhans & Møller, 2007
- Didymothallus nudigena Schwarzhans & Møller, 2011